# Ismael Rivero
Ismael Rivero fue un exfutbolista uruguayo que se desempeñaba como delantero.

## Clubes
| Club              | País      | Año         |
| ----------------- | --------- | ----------- |
| Rampla Juniors    | Uruguay   | 1940 - 1941 |
| River Plate       | Argentina | 1941        |
| Tigre             | Argentina | 1942        |
| Chacarita Juniors | Argentina | 1943        |
| Rampla Juniors    | Uruguay   | 1944 - 1945 |